# Charoides pulla
Charoides pulla är en skalbaggsart som beskrevs av Dillon 1945. Charoides pulla ingår i släktet Charoides och familjen långhorningar. Inga underarter finns listade i Catalogue of Life.